# Antonio Chiattone
Antonio Chiattone, né le 18 mai 1856 à Lugano et mort dans la même ville le 4 septembre 1904, est un sculpteur suisse.

## Biographie
Après une formation à l'Accademia di Belle Arti di Brera à Milan. Il retourne en 1897 à Lugano où il ouvre un atelier avec son frère Giuseppe Chiattone. En 1892 il fait la connaissance de l'impératrice Élisabeth d'Autriche. Il est surtout connu pour la réalisation de monuments funéraires.

## Œuvres
- Monument funéraire pour Rodolphe d'Autriche à Corfou, 1895
- Monument à la mémoire de l'impératrice Élisabeth à Territet, commune de Montreux inauguré le 22 mai 1902
- Statue de Guillaume Tell,dans le Palais fédéral à Berne, 1902
- Monument funéraire pour Aristide Bergès, cimetière de Terre-Cabade à Toulouse, 1904. Inscrit au titre des monuments historiques[1]
- Il Riposo marm blanc, 1881/1891, conservé au Museo Cantonale d'Arte de Lugano[2]

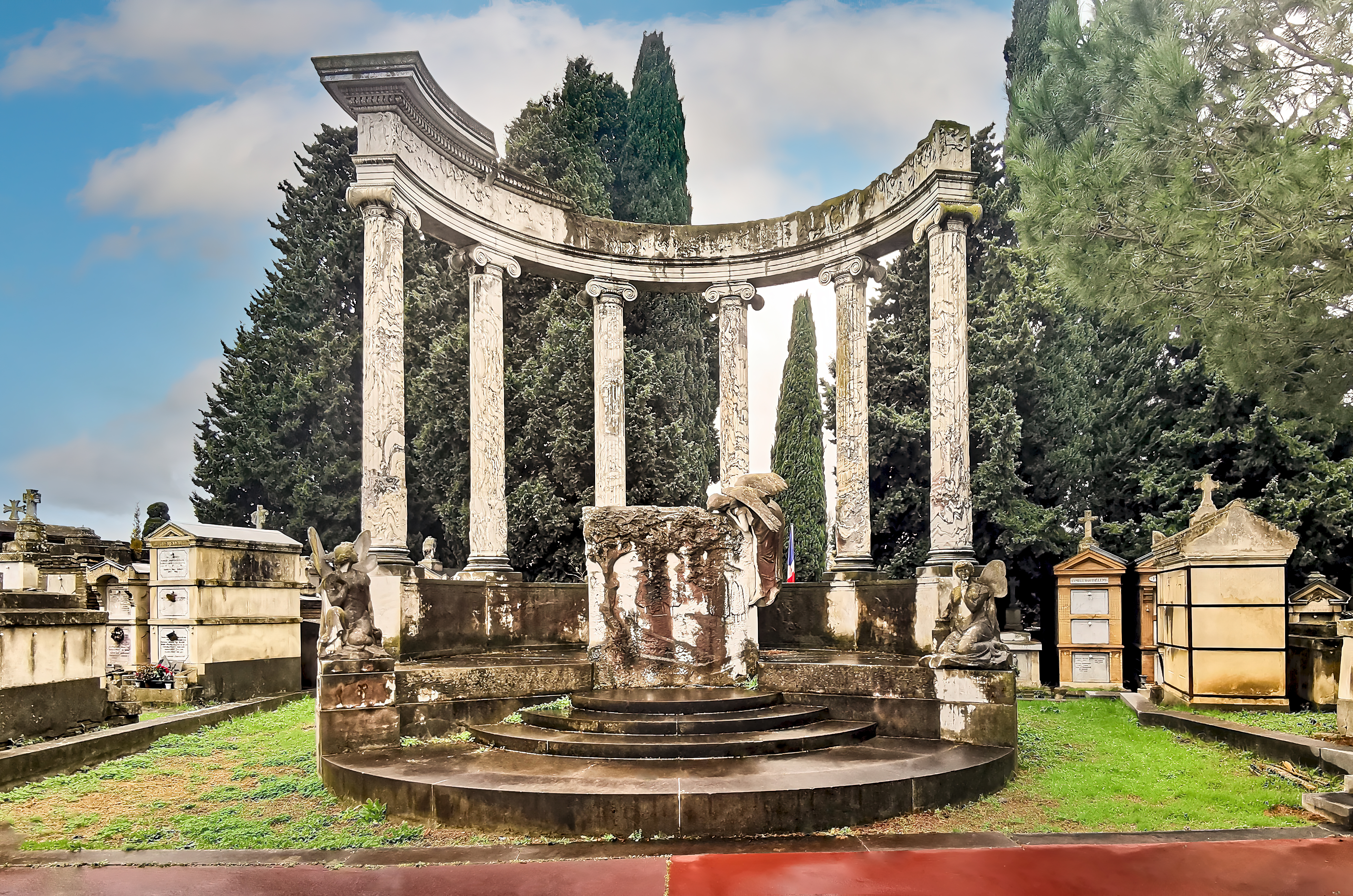
Monument funéraire d'Aristide et Marie Bergès
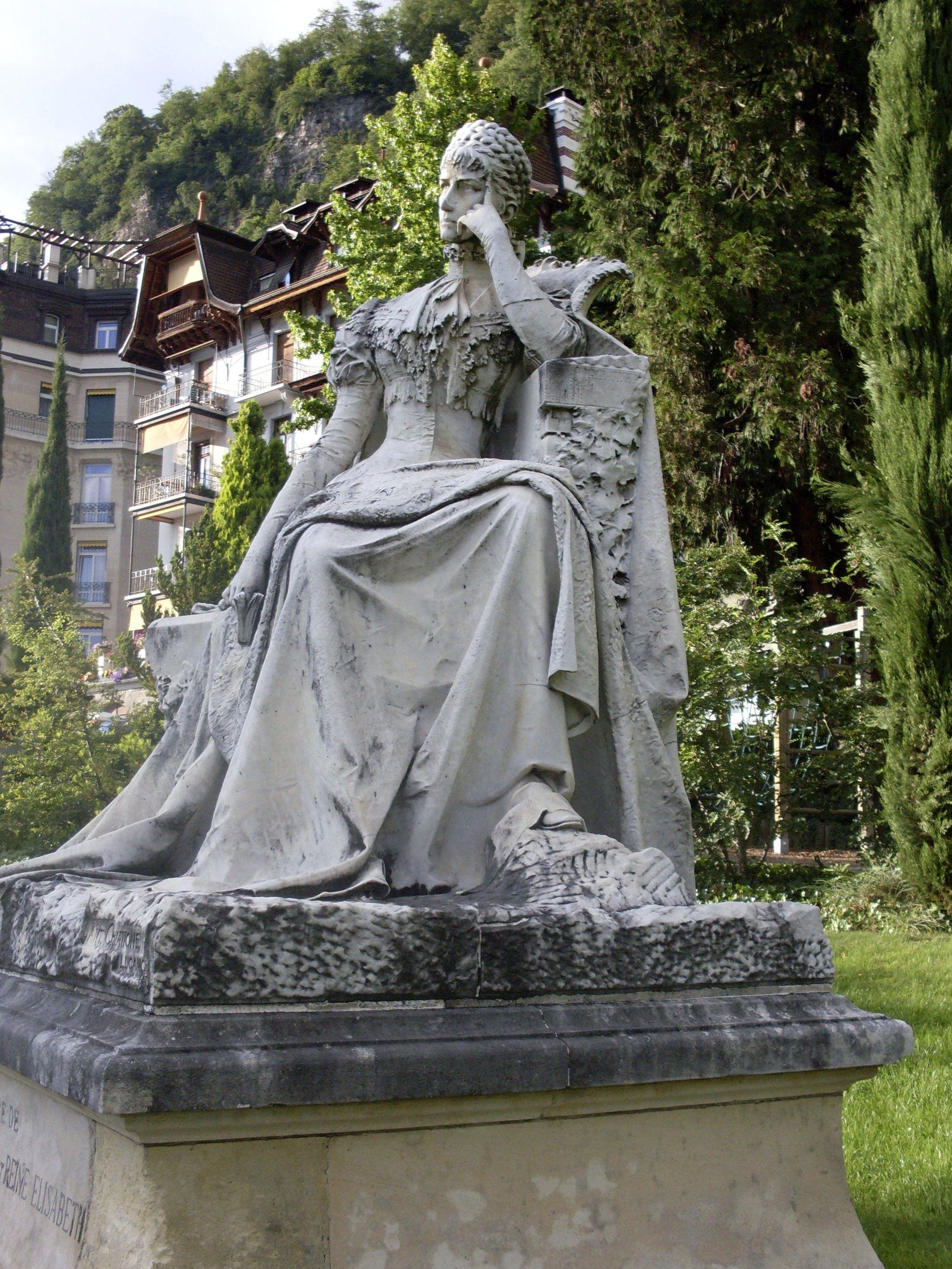
Monument à la mémoire de l'impératrice Élisabeth d'Autriche